# Records de Nouvelle-Zélande de cyclisme sur piste
Les records de Nouvelle-Zélande de cyclisme sur piste sont les meilleures performances réalisées par les pistards néo-zélandais.

## Hommes
| Épreuve                                         | Record    | Cycliste                                             | Date             | Compétition                      | Lieu                           | Ref   |
| ----------------------------------------------- | --------- | ---------------------------------------------------- | ---------------- | -------------------------------- | ------------------------------ | ----- |
| Sprint sur 200 mètres, départ lancé             | 9.615     | Sam Webster                                          | 29 février 2020  | Championnats du monde            | Berlin, Allemagne              | [ 1 ] |
| Kilomètre contre-la-montre, départ arrêté       | 59.148    | Simon Van Velthooven                                 | 7 décembre 2013  | Coupe du monde                   | Aguascalientes, Mexique        | [ 2 ] |
| Sprint sur 750 mètres par équipes départ arrêté | 42.508    | Edward Dawkins Ethan Mitchell Sam Webster            | 16 octobre 2019  | Championnats d'Océanie           | Invercargill, Nouvelle-Zélande | [ 3 ] |
| Poursuite individuelle sur 4 000 mètres         | 4:08.761  | Aaron Gate                                           | 28 février 2019  | Championnats de Nouvelle-Zélande | Invercargill, Nouvelle-Zélande | [ 4 ] |
| Poursuite par équipes sur 4 000 mètres          | 3:42.397  | Aaron Gate Campbell Stewart Regan Gough Jordan Kerby | 3 août 2021      | Jeux olympiques                  | Izu, Japon                     | [ 5 ] |
| Record de l'heure                               | 48.922 km | Rob Scarlett                                         | 21 décembre 2017 |                                  | Cambridge, Nouvelle-Zélande    | [ 6 ] |

## Femmes
| Épreuve                                         | Record    | Cycliste                                                     | Date            | Compétition                      | Lieu                        | Ref    |
| ----------------------------------------------- | --------- | ------------------------------------------------------------ | --------------- | -------------------------------- | --------------------------- | ------ |
| Sprint sur 200 mètres, départ lancé             | 10.563    | Ellesse Andrews                                              | 6 août 2021     | Jeux olympiques                  | Izu, Japon                  | [ 7 ]  |
| Contre-la-montre sur 500 mètres, départ arrêté  | 34.209    | Natasha Hansen                                               | 10 février 2016 | Championnats de Nouvelle-Zélande | Cambridge, Nouvelle-Zélande | [ 8 ]  |
| Sprint sur 500 mètres par équipes départ arrêté | 32.794    | Natasha Hansen Olivia Podmore                                | 6 décembre 2019 | Coupe du monde                   | Cambridge, Nouvelle-Zélande | [ 9 ]  |
| Sprint sur 750 mètres par équipes départ arrêté | 48.451    | Rebecca Petch Olivia King Ellesse Andrews                    | 19 mars 2022    | Championnats de Nouvelle-Zélande | Cambridge, Nouvelle-Zélande | [ 10 ] |
| Poursuite individuelle sur 3 000 mètres         | 3:19.918  | Bryony Botha                                                 | 18 mars 2022    | Championnats de Nouvelle-Zélande | Cambridge, Nouvelle-Zélande | [ 11 ] |
| Poursuite par équipes sur 3 000 mètres          | 3:18.514  | Lauren Ellis Jaime Nielsen Alison Shanks                     | 4 août 2012     | Jeux olympiques                  | Londres, Royaume-Uni        | [ 13 ] |
| Poursuite par équipes sur 4 000 mètres          | 4:10.223  | Holly Edmondston Bryony Botha Rushlee Buchanan Jaime Nielsen | 3 août 2021     | Jeux olympiques                  | Izu, Japon                  | [ 14 ] |
| Record de l'heure                               | 47.791 km | Jaime Nielsen                                                | 21 juillet 2017 |                                  | Cambridge, Nouvelle-Zélande | [ 15 ] |